# جيسي دبليو. ماركهام
جيسي دبليو. ماركهام (بالإنجليزية: Jesse W. Markham)‏ هو اقتصادي أمريكي، ولد في 16 أبريل 1916 في Sharps, Virginia ‏ في الولايات المتحدة، وتوفي في 21 يونيو 2009 في ناشوا في الولايات المتحدة.